# Robert Stewart (ruimtevaarder)
Robert Lee Stewart (Washington D.C., 13 augustus 1942) is een Amerikaans voormalig ruimtevaarder. Hij was de eerste militair in dienst die een ruimtevaart maakte, en heeft twee ruimtevluchten op zijn naam staan.

## Militaire carrière
Stewart kwam in mei 1964 in actieve dienst bij United States Army. In 1966 ging hij werken als gevechtsteamleider op helikopters en als helikopterinstructeur. Hij ging vervolgens ook andere militairen opleiden tot helikopterinstructeur. Van 1972-1973 was hij gestationeerd in Seoel, Zuid-Korea. In 1974 rondde hij een opleiding af tot helikoptertestpiloot en ging als zodanig werken op de Edwards Air Force Base in Californië. Hij heeft in totaal op 38 soorten vliegtuigen en helikopters gevlogen, en heeft in totaal ongeveer 6000 vlieguren gemaakt.

## Carrière bij de NASA
In augustus 1979 kwam Stewart bij de NASA in dienst, waar hij zich ging inzetten voor het technisch testen van diverse systemen voor de eerste spaceshuttlevlucht, die zou worden gelanceerd in 1981.
Zijn eerste ruimtemissie was STS-41-B met de spaceshuttle Challenger en vond plaats op 3 februari 1984. Tijdens de missie werden twee communicatiesatellieten in een baan rond de Aarde gebracht. Tijdens deze missie maakte hij twee ruimtewandelingen. Deze ruimtewandelingen maakte hij zonder vast te zitten met kabels aan de spaceshuttle. Hij gebruikte de Manned Maneuvering Unit (MMU) om te kunnen manoeuvreren in de ruimte.
Zijn tweede missie was STS-51-J, de eerste vlucht van de spaceshuttle Atlantis, die startte op 3 oktober 1985. Dit was een volledig militaire missie, die een tweetal militaire communicatiesatellieten (DSCS) in een baan om de aarde bracht.
In 1986 trainde Stewart voor zijn derde ruimtevlucht, STS-61-K, die uiteindelijk geannuleerd zou worden in de nasleep van de ramp met de Challenger. In datzelfde jaar verliet hij de NASA en werd hij gepromoveerd tot Brigadier-generaal in het Amerikaanse leger. Hij werd Deputy Commanding General bij het US Army Space and Missile Defense Command in Huntsville, Alabama, waar hij leiding ging geven aan onderzoek naar raketdefensietechnologie. In 1992 ging hij met pensioen bij het leger.

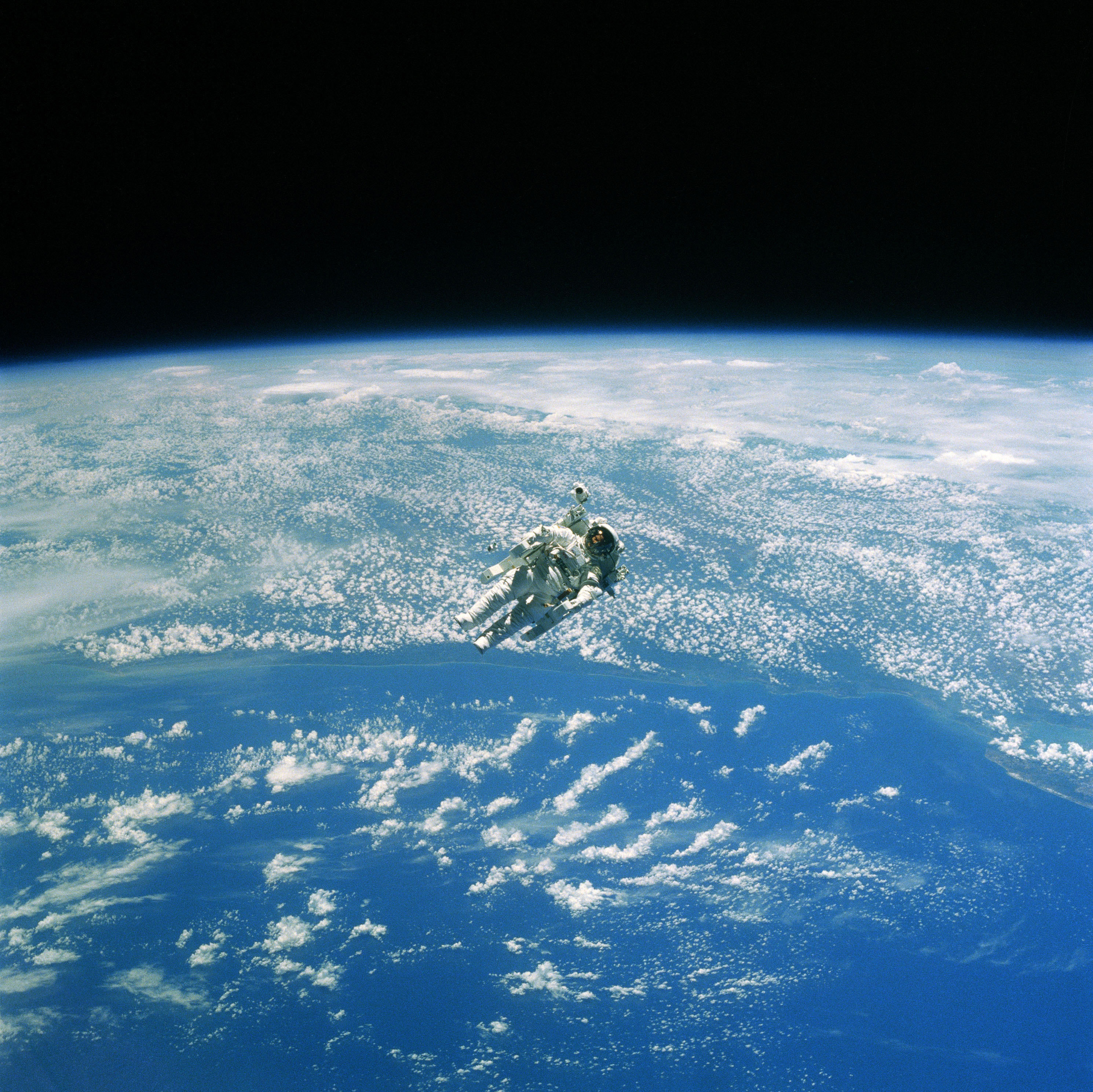
Stewart zweeft door de ruimte met de MMU.